# Río San Pedro (vattendrag i Chile, Región de Antofagasta, lat -21,97, long -68,61)
Río San Pedro är ett vattendrag  i Chile.   Det ligger i regionen Región de Antofagasta, i den norra delen av landet, 1 300 km norr om huvudstaden Santiago de Chile.